# Siehdichfür (Gänserndorf)
Siehdichfür ist ein Gutshof südlich von Gänserndorf, Niederösterreich. Der heute 300 ha große, auf Getreideanbau spezialisierte Agrarbetrieb gehört zum Schottenstift in Wien (Landwirtschaftsbetriebe Stift Schotten).
Der Gutshof war früher ein Schäferhof. Gemäß einer Sage soll sich hier im Mittelalter eine Einsiedelei befunden haben, deren Mönche allen Reisenden Verpflegung und auch ein Bett gewährten. Den guten Ruf der Einsiedelei nutzten aber Verbrecher aus, die alle Mönche ermordeten, selbst die Mönchskutten überzogen und dann die Herbergssuchenden ermordeten, um an ihr Hab und Gut zu gelangen.